# Мелбурн Вилиџ (Флорида)
Мелбурн Вилиџ (енгл. Melbourne Village) град је у америчкој савезној држави Флорида. По попису становништва из 2010. у њему је живело 662 становника.

## Демографија
Према попису становништва из 2010. у граду је живело 662 становника, што је 44 (6,2%) становника мање него 2000. године.
| Група             | 2000.       | 2010.       |
| Белци             | 691 (97,9%) | 624 (94,3%) |
| Афроамериканци    | 0 (0,0%)    | 1 (0,2%)    |
| Азијати           | 5 (0,7%)    | 11 (1,7%)   |
| Хиспаноамериканци | 9 (1,3%)    | 22 (3,3%)   |
| Укупно            | 706         | 662         |